# NGC 3464
NGC 3464 est une galaxie spirale barrée située dans la constellation de l'Hydre. NGC 3464 a été découverte par l'astronome américain Ormond Stone en 1886.

## Caractéristiques
La classe de luminosité de NGC 3464 est III et elle présente une large raie HI.

### Distance
Sa vitesse par rapport au fond diffus cosmologique est de 4 096 ± 25 km/s, ce qui correspond à une distance de Hubble de 60,4 ± 4,3 Mpc (∼197 millions d'al).
À ce jour, 17 mesures non basées sur le décalage vers le rouge (redshift) donnent une distance de 44,576 ± 10,491 Mpc (∼145 millions d'al), ce qui est tout juste à l'extérieur des valeurs de la distance de Hubble. Notons cependant que c'est avec la valeur moyenne des mesures indépendantes, lorsqu'elles existent, que la base de données NASA/IPAC calcule le diamètre d'une galaxie et qu'en conséquence le diamètre de NGC 3464 pourrait être d'environ 66,8 kpc (∼218 000 al) si on utilisait la distance de Hubble pour le calculer.

### Brillance de surface
En raison d'une brillance de surface égale à 14,17 mag/am2, on peut qualifier NGC 3464 de galaxie à faible brillance de surface (LSB en anglais pour low surface brightness). Les galaxies LSB sont des galaxies diffuses (D) avec une brillance de surface inférieure de moins d'une magnitude à celle du ciel nocturne ambiant.

## Supernova
Trois supernovas ont été découvertes dans NGC 3464 : SN 2002J, SN2002hy et SN 2015H

### SN 2002J
Cette supernova a été découverte le 21 janvier 2002 par D. Weisz et W.D. de l'université de Californie à Berkeley dans le cadre du programme LOTOSS Cette supernova était de type Ic.

### SN 2002hy
Cette supernova a été découverte le 12 novembre 2002 par l'astronome amateur sud africain Berto Monard. Cette supernova était de type Ib.

### SN 2015H
Cette supernova a été découverte le 10 février 2015 par l'astronome amateur Stu Parker. Cette supernova était de type Ia-pec.

## Groupe de NGC 3450
En compagnie des galaxies NGC 3450 et NGC 3453, NGC 3464 forme un trio de galaxies, le groupe de NGC 3450.